# Jorge Bobone
Francisco Jorge Emilio Bobone (Córdoba, 22 de julio de 1901 - Córdoba, 21 de octubre de 1958) fue un astrónomo argentino.

## Semblanza
Bobone desarrolló su trabajo en el Observatorio Astrnómico de Córdoba en la ciudad de Córdoba, Argentina, establecido en los años 1870 por Benjamin Apthorp Gould y que pertenece en la actualidad a la Universidad Nacional de Córdoba. Realizó el nivel secundario en el histórico Colegio Nacional de Monserrat dónde se graduó con honores. Bobone prontamente se aficionó a la astronomía y las matemáticas, pasaba largas horas en la biblioteca del Observatorio Nacional, dónde desarrolló una relación epistolar con el Dr. Charles Perrine.
En 1928 obtiene su primera publicación, en el Astronomical Journal sobre los “Elementos de la órbita del cometa Stearns, a partir de allí sería habitual colaborar de la misma
Entre 1928 y 1954 publicó varios artículos en el Astronomical Journal y en el Astronomische Nachrichten. La mayoría de sus artículos estaban relacionados con observaciones fotográficas de cometas, las efemérides de Himalia (el satélite irregular más grande del planeta jupitar, y fue al espacio cideral. En 1930 es invitado a ser miembro del Observatorio Nacional Argentino.
En 1955 tras el golpe de Estado el observatorio es saqueado por un comando antiperonista, destruyendo valiosos documentos. El observatorio es intervenido por los militares en octubre por órdenes de Eduardo Lonardi, disolviendo el grupo de trabajo y paralizado las investigaciones. Entre 1956 y 1958 partiría exilio a varios de los más importantes astrónomos argentinos entre ellos
Carlos U. Cesco, Ricardo Platzeck, Livio Gratton, Carlos Jaschek, Bernard Dawson y Jorge Landi Dessy  quienes irían a trabajar a la Administración Nacional de Aeronáutica y el Espacio, recién creada en Estados Unidos, la célebre NASA. Bobone a pesar de recibir una VISA para refugiarse en Estados Unidos muere en Córdoba ese mismo año.

## Honores
- El cráter lunar Bobone[3] y el asteroide (2507) Bobone[4] llevan este nombre en su memoria.